# ميكي ستانلي
ميكي ستانلي (بالإنجليزية: Mickey Stanley)‏ هو لاعب كرة قاعدة أمريكي، ولد في 20 يوليو 1942 في غراند رابيدز في الولايات المتحدة.